# 车臣自治州
车臣自治州(俄语： 或写为 俄语：)是俄罗斯苏维埃联邦社会主义共和国的一个自治州，该自治州于1922年11月30日从山区苏维埃社会主义自治共和国中分离出来。在1924年10月16日划分到北高加索边疆区。
在1934年1月15日，其与印古什自治州合并为车臣-印古什自治州。